# Antipodocottus mesembrinus
Antipodocottus mesembrinus är en fiskart som först beskrevs av Hans W. Fricke och Brunken, 1983.  Antipodocottus mesembrinus ingår i släktet Antipodocottus och familjen simpor. Inga underarter finns listade i Catalogue of Life.